# Ernst Züllig
Ernst «Zulu» Züllig (geboren am 10. Oktober 1948) ist ein ehemaliger Schweizer Handballspieler und Leichtathlet.

## Karriere
Ernst Züllig begann seine Karriere in den 1970er-Jahren beim HC Romanshorn in der Nationalliga B auf dem Grossfeld. Er spielte während dieser Zeit nicht nur Handball, sondern war beim LC Brühl St. Gallen und später auch beim STV Winterthur und beim LC Winterthur (ab 1973) auch in der Leichtathletik tätig. 1970 konnte der sprungkräftige Züllig mit einer Weite von 7,5 Metern den Schweizer Meistertitel im Weitsprung erringen.
Von Romanshorn wechselte Züllig zuerst nach Zürich zu den Grasshoppers Zürich und 1975 schliesslich zum Kantonsrivalen Pfadi Winterthur in die Eulachstadt. Einer seiner grössten persönlichen Erfolge war die Teilnahme an den Olympischen Sommerspielen 1980 in Moskau, die Schweizer Nationalmannschaft konnte dort mit dem achten Platz noch knapp ein olympisches Diplom erringen. Im gleichen Jahr wurde Züllig Torschützenkönig der Nationalliga A. 1983/84 verhalf er Pfadi zum direkten Wiederaufstieg in die Nationalliga A, nachdem die Mannschaft in der Vorsaison abgestiegen war. 1985 sollte Züllig zum STV Winterthur wechseln, da jedoch Pfadi Winterthur zu wenige Spieler hatte, wurde der Transfer nicht vollzogen. Zwei Jahre später beendete Züllig seine Karriere.
Während seiner Zeit bestritt Züllig am 8. Juni 1968 sein einziges Länderspiel im Feldhandball gegen die Niederlande und schoss ein Tor. Zwischen 1971 und 1981 insgesamt 176 Länderspiele für die Hallen-Nationalmannschaft und schoss dabei 748 Tore.

## Erfolge
- Torschützenkönig der NLA: 1980